# M3U
M3U（MP3 URL）はマルチメディアプレイリストのファイルフォーマット。Windows Media Player、iTunes、Winamp、foobar2000、ビデオ、JuKなど多くのアプリケーションがサポートしているが、正式な仕様は存在せず対応状況はまちまちである。

## フォーマット
M3Uファイルは、一つ、または複数のメディアファイルのパスをプレーンテキスト（テキストファイル)で記述したものである。このファイルを、".m3u"または".m3u8"の拡張子で保存する。
M3UファイルのエンコードはWindows-1252の場合が多いものの、CP932に対応しているものも存在する。エンコードがUTF-8であることを明示するとき、拡張子M3U8を使用する。
それぞれのエントリには以下のような記述をする。
- 絶対パス（例: C:\My Music\Heavysets.mp3
- 相対パス（例: Heavysets.mp3）
- URL

M3Uファイルにはコメントを含むことができ、#以降がコメントとみなされる。.
M3Uフォーマットの一般的な使用方法として、単一のエントリにURLを記述することがあげられる。このファイルのおかげで、ストリーミングへのアクセス、ウェブサイトからのダウンロード、インターネットラジオの視聴が容易になる。
iOSのHTTP Live Streamingフォーマットは"M3U" and "M3U8" ファイルをもとにしている。

## Extended M3U
Extended M3UはEXTM3Uや拡張M3Uと呼ばれることもある。上にも書かれているが、#以降はコメントと看做す事が出来るので、Extended M3Uに非対応な環境では唯のM3Uファイルとして扱える様になっている。

### 命令
- #EXTM3U - ヘッダ。ファイルの先頭になければならない。
- #EXTINF: - 拡張情報。曲の長さ（秒単位）、アーティスト、タイトルの順に記述する。慣例としてアーティスト名と曲のタイトルは、-で区切る。

## 例
例1
以下にWindowsでの拡張M3Uファイルの例を示す。Sample.mp3とExample.oggは今回使用するメディアファイルである。123及び321というのは長さを秒数指定している。指定するメディアファイルがストリーミングファイルである場合、-1を指定することがある。これは実際の長さを知ることはできないので、あらかじめ定義されているのである。長さの後の値は表示されるタイトルで、一般的に2行目に書かれるファイルの場所と同じである。
macOSやLinuxで使用する場合はUnix pathを用いる。
```
#EXTM3U

#EXTINF:123, Sample artist - Sample title
C:\Documents and Settings\I\My Music\Sample.mp3

#EXTINF:321,Example Artist - Example title

C:\Documents and Settings\I\My Music\Greatest Hits\Example.ogg
```

例2
この例では特定のディレクトリ(例えば、USBメモリやCD-ROMなど)にリンクするM3Uファイルの作成方法を示す。M3Uファイルではディレクトリのパス一つのみしか含んではならない。開始後、メディアプレイヤーは指定したフォルダにあるメディアファイルをすべて再生する。
```
D:\Music
```

例3
相対パスを用いた例も示す。M3Uファイルは音楽ファイルと同じディレクトリに置く。また、サブディレクトリが使用されている場合、プレイリストを別のデバイスに移動する際そのディレクトリと音楽ファイルも同様に移動する必要がある。この方法は指定するファイルのパスが同じである必要がないため、より柔軟に扱うことが出来る。
上記と同じファイルをファイル名sample.m3uでC:\Documents and Settings\I\My Music\に保存する場合の例を以下に示す。
```
#EXTM3U

#EXTINF:123, Sample artist - Sample title
Sample.mp3

#EXTINF:321,Example Artist - Example title
Greatest Hits\Example.ogg
```

この相対パスで記述すれば全ファイルをディレクトリ構造を保ったままコピーすれば他のデバイスでそのまま使える。
例4
次に絶対パス、相対パス表記を混ぜた例を示す。
```
Alternative\Band - Song.mp3
Classical\Other Band - New Song.mp3
Stuff.mp3
D:\More Music\Foo.mp3
..\Other Music\Bar.mp3

http://emp.cx:8000/Listen.pls

http://www.example.com/~user/Mine.mp3
```

注意
- AlternativeとClassicalはプレイリストを保存したディレクトリの下位ディレクトリ。
- "Song", "New Song"はプレイリストを保存したディレクトリの下位ディレクトリに保存されている。
- "Stuff"はプレイリストを保存したディレクトリに保存されている。
- "Foo"はWindowsの特定のボリュームのディレクトリにある。もしかしたらプレイリストの保存されているディレクトリと同じかもしれない。
- "Bar"はプレイリストが保存されている階層と違うディレクトリ。..\は一つ上のディレクトリを示すもので、その下位ディレクトリであるBarというディレクトリを指している。
- "Listen"はSHOUTcastのURL。
- "Mine"はWebサーバーに保存されたMP3ファイル。

ほかのM3Uファイルへの参照はあまり良く対応できていない。
```
AnotherPlayList.M3U
```

以下の例はMp3tagで作成したアリス・イン・チェインズのEP盤アナザー・サイド・オブ・アリスのM3Uファイルである。
```
#EXTM3U
#EXTINF:419,Alice In Chains - Rotten Apple
Alice In Chains_Jar Of Flies_01_Rotten Apple.mp3
#EXTINF:260,Alice In Chains - Nutshell
Alice In Chains_Jar Of Flies_02_Nutshell.mp3
#EXTINF:255,Alice In Chains - I Stay Away
Alice In Chains_Jar Of Flies_03_I Stay Away.mp3
#EXTINF:256,Alice In Chains - No Excuses
Alice In Chains_Jar Of Flies_04_No Excuses.mp3
#EXTINF:157,Alice In Chains - Whale And Wasp
Alice In Chains_Jar Of Flies_05_Whale And Wasp.mp3
#EXTINF:263,Alice In Chains - Don't Follow
Alice In Chains_Jar Of Flies_06_Don't Follow.mp3
#EXTINF:245,Alice In Chains - Swing On This
Alice In Chains_Jar Of Flies_07_Swing On This.mp3
```